# Valentin Jacob
Valentin Jacob, né le 15 juin 1994 à Paris, est un footballeur français. Il évolue au poste de milieu de terrain.

## Biographie
Le 6 juin 2018, il signe en faveur des Chamois niortais pour trois saisons, après avoir marqué 15 buts en 28 matches avec le FC Annecy. Il fait ses débuts professionnels avec Niort lors d'une victoire 2-1 en Ligue 2 contre le Red Star FC, le 27 juillet 2018. Il inscrit son premier but en Ligue 2 une semaine plus tard, lors de la réception du Clermont Foot (victoire 4-2). Il marque un total de quatre buts en Ligue 2 cette saison-là.
Alors qu'il est annoncé à Lens ou à Guingamp lors de l'intersaison, il reste à Niort. 
Après deux saisons en demi-teinte, il quitte librement les Chamois pour rejoindre le Dijon FCO. En Bourgogne, il marque trois buts et délivre quatre passes décisives lors de sa première saison.

## Palmarès
CS Sedan Ardennes
- Coupe Gambardella :
  - Finaliste : 2012-2013.